# Naučná stezka Věstonická nádrž
Naučná stezka Věstonická nádrž je naučná stezka, která vede okolo prostřední z Novomlýnských nádrží, zvané také Věstonická. Otevřena byla 10. května 2008, její celková délka je cca 11 km a nachází se na ní 6 zastavení.

## Vedení trasy
Naučná stezka začíná na okraji Pasohlávek, nedaleko autokempu Merkur, při hrázi s horní Novomlýnskou nádrží, zv. Mušovská. Odtud pokračuje spolu s modrou turistickou značkou k rozcestí Řeka Jihlava, přičemž cestou se po levé straně nacházejí PP Betlém a PP Dolní mušovský luh. Na rozcestí se spolu s modrou značkou stáčí doprava a postupně po mostech překonává Jihlavu, Šatavu a Svratku, po jejímž překročení se stáčí doprava k nádrži až k okraji PR Věstonická nádrž. Tam se stáčí doleva a po proudu Staré Svratky míří až k jejímu vyústění do nádrže, kde se připojuje na žlutou turistickou značku. Spolu se žlutou značkou pokračuje podél nádrže až k hrázi se Strachotínským rybníkem a po této hrázi na silnici II/420 na okraji Strachotína. Po silnici, která se nachází na hrázi mezi prostřední a dolní Novomlýnskou nádrží (zv. také Novomlýnská), se dostává na druhou stranu vodní nádrže, kde po chvíli silnici opouští a nedaleko místo hradiště Vysoká zahrada přechází na asfaltovou silničku, vedoucí mezi nádrží a Starou Dyjí. Po silničce pokračuje podél nádrže až k silnici I/52, kde končí.

## Zastavení
- Mušov
- Vodní dílo Nové Mlýny
- Revitalizace nádrže a lužního lesa
- Lužní krajina pod Pálavou
- Ptáci Věstonické nádrže
- Ryby novomlýnských nádrží